# Regencós
Regencós est une commune de la province de Gérone, en Catalogne, en Espagne, de la comarque de Baix Empordà

## Culture locale et patrimoine

### Personnalités liées à la commune
- Joan Jordán (1994-) : footballeur né à Regencós.